# Vanšubrug

Vanšubrug (vertaling: Tuibrug) is een tuibrug boven de rivier de Daugava in Riga met een lengte van 625 meter. De brug werd geopend op 17 juli 1981 of 21 juli 1981 als Gorki Brug, genoemd naar Maxim Gorky.
De brug is de meest noordelijke van de vijf bruggen over de Daugava in Riga. De brug overspant ook het eiland Ķīpsala bij de linkeroever. In 2011 werd een nieuw knooppunt gemaakt op de linkeroever. De Daugavgrīvas iela werd verbreed en er kwam een nieuwe brug over het Zunds-kanaal, in het verlengde van de Vanšubrug. Dit knooppunt zorgde ook voor een nieuwe verbinding van de Raņķa dambis met de Krišjāņa Valdemāra iela. 
In de 21e eeuw zijn er meer dan tien gevallen geweest dat mensen probeerden om de kabels te beklimmen, waarvan één met dodelijke afloop (zelfdoding). Hierna werden de kabels omwikkeld met prikkeldraad. 